# Независимая комиссия по борьбе с коррупцией (Республика Корея)
Независимая комиссия по борьбе с коррупцией Республики Корея отчитывается перед Президентом о борьбе против коррупции и последующем продвижении прозрачной администрации Южной Кореи. По состоянию на февраль 2007 года, в агентстве занято 210 государственных служащих.

## Основные функции
- Создание и координация антикоррупционной политики
- Оценка уровня целостности и оценка антикоррупционной практики государственных организаций
- Улучшение правовой и институциональной базы
- Обработка отчетов по обвинениям в коррупционных проявлениях
- Предоставление защиты и вознаграждение информаторов
- Содействие повышению норм этики на государственной службе
- Повышение уровня информированности общественности о рисках, связанных с коррупцией
- Содействие государственно-частному партнерству по борьбе с коррупцией
- Участие в международной борьбе с коррупцией